# Biztonsági leíró
A biztonsági leíró adatstruktúrák a Windows objektumok biztonsági információinak az NTFS fájlrendszeren alkalmazott egyedi elnevezése. A biztonsági leíró társítható bármely megnevezett tárggyal, beleértve a fájlokat, mappákat, megosztásokat, a regisztrációs adatbázis kulcsait, folyamatokat, szálakat, csöveket (named pipe), valamint egyéb erőforrásokat.
A biztonsági leírók részei a választható hozzáférés vezérlő listák (Discretionary Access Control List: DACL), s ezek tartalmazzák a hozzáférés-vezérlési leírókat (Access Control Entry: ACE), amelyek megadják, vagy megtagadják a hozzáférési jogosultságot a tulajdonosok,  például a felhasználók vagy csoportok számára. Tartalmazza ezen kívül a rendszer-hozzáférési listát (System Control Access List: SACL). Az ACS alkalmazható adott tárgyra; annak örökölt, vagy szülő objektumára. Az  ACE által adott megtagadás magasabb prioritású, mint az engedélyezés.
A sértetenség vezérlés (Mandatory Integrity Control) új típusú ACE biztonsági leírót tartalmaz, amely a Vista változat óta  hozzáférhető.
A hozzáférési engedélyek a Windows különféle eszközeivel szerkeszthetőek, mint a windows intéző, a WMI (Windows Management Instrumentation), a Cacls, XCacls, ICacls, SubInACL, parancssori programok, a FILEACL freeware Win32 konzol, a SetACL szabad szoftver, valamint egyéb segédprogramok. A biztonsági leírók szerkesztéséhez a felhasználónak szüksége van a WRITE_DAC engedélyre az aktuálisan szerkesztendő tárgyra vonatkozóan, amellyel általában alapértelmezés szerint a rendszergazdák csoportja, vagy az objektum tulajdonosa rendelkezik.

## Lásd még
- A hozzáférés-vezérlési. és a számítógép biztonsága
- Biztonsági információk

## Külső források
- CACLS command description on SS64.com
- SetACL SourceForge page